# Лопушинський Костянтин Осипович
Костянтин Осипович Лопушинський (рос. Константин Осипович Лопушинский; нар. 1816 — пом. 29 листопада 1894, маєток Білоруччя, Мінський повіт, Мінська губернія) — російський лікар, головний лікар Олександрівської лікарні (Санкт-Петербург), дійсний статський радник, таємний радник.

## Життєпис
Походить із дворянського року Лопушинських, який фіксують і в польських і в білоруських джерелах.
1841 року закінчив Імператорську медико-хірургічну академію (ІМХА, Санкт-Петербург), після чого залишився на державній службі у Відомстві громадського піклування в Петербурзі.
З 1861 року призначений головним лікарем Олександрівської лікарні в Санкт-Петербурзі.
1866 року захистив у МХА докторську дисертацію «Про фізіологічну і фармакологічну дію зеленого елебору».
Помер 29 листопада 1894 року у своєму маєтку Білоруччя (Білоручі) після нетривалої хвороби.
Похований на Кальварійському кладовищі у Мінську.